# The Lost Vikings
The Lost Vikings é um jogo eletrônico de plataforma e quebra-cabeça que foi desenvolvido pela Silicon & Synapse (mais tarde Blizzard Entertainment). O primeiro jogo, The Lost Vikings, foi lançado em 1992 pela editora Interplay Entertainment para DOS, Amiga, Sega Mega Drive e SNES, entre outros. O jogo seguinte, The Lost Vikings 2, foi desenvolvido pela Blizzard e lançado em 1997 pela Interplay para o SNES.

## Jogabilidade
Os personagens principais em ambos os jogos são três Viquingues, Erik the Swift, Baleog the Fierce, e Olaf the Stout. O objetivo é controlar todos os Viquingues com segurança através de cada nível. Uma importante característica do jogo é que por controlar três personagens diferentes (embora apenas um de cada vez), o jogador deve usar suas habilidades individuais e trabalho em equipe para resolver quebra-cabeças e progredir.
Cada Viquingues tem uma quantidade limitada de saúde que diminui quando são atacados por inimigos. Vários riscos ambientais (pico, eletricidade, água e fogo) são capazes de matar os personagens instantaneamente. O jogador pode continuar no nível depois de perder um viquingue, mas o nível não pode ser concluído sem os três viquingues vivos.

## Lançamento
The Lost Vikings foi originalmente lançado em 1992 para o Super Nintendo Entertainment System, posteriormente lançado para o Amiga, Amiga CD32, MS-DOS e Sega Mega Drive/Sega Genesis. A versão de Mega Drive/Genesis contém cinco fases não incluídas em qualquer outra versão do jogo. A Blizzard relançou novamente o jogo para o Game Boy Advance em 2003, sendo esta versão idêntica à versão do SNES, no entanto a característica de senha foi removida e substituída por três ranhuras de salvaguarda, o que significa que o jogador não pode reproduzir qualquer nível a qualquer momento.

### Resumo
No início do jogo, os três vikings são sequestrados por Tomator, imperador alienígena, com a simples justificativa que um vilão precisa ter prisioneiros em sua nave (em curto diálogo de término de fase). Na tentativa de fugir eles entram em um portal que os levam em vários períodos do tempo. Por fim, acabam retornando a nave aonde enfrentam e derrotam Tomator, o lançando no vácuo sideral - esta é a único enfrentamento com um Chefão (Boss), onde primeiramente cada um o derrota isoladamente usando suas habilidades únicas e posteriormente os três participam de uma luta em que tem que usar suas habilidades combinadas. Ao fim de cada fase/mundo não há chefe de fim de fase.
No caminho para encontrar o caminho de casa eles passam por 6 mundos:
1 - Espaçonave
2 - Idade da Pedra
3 - Egito Antigo
4 - Época contemporânea (com robôs)
5 - Mundo dos Doces
6 - Espaçonave

### Habilidades dos personagens
Todos três viquingues (Erik, Baleog e Olaf) tem três pontos de saúde que eles podem perder por se machucar por inimigos ou pela queda de grandes alturas. Eles são capazes de transportar e usar itens, principalmente as chaves, bombas e alimentos (que restaurar pontos de saúde). Cada um dos viquingues tem um conjunto único de habilidades.
- Erik: Pula e corre mais rápido do que os outros dois viquingues. Também pode quebrar algumas paredes e acertar alguns inimigos com seu capacete.
- Baleog: Mata os inimigos com sua espada e arco. As flechas do arco também podem ser utilizadas para acertar interruptores distantes.
- Olaf: Bloqueia inimigos e projéteis com seu escudo, que também pode ser usado como uma asa-delta, assim como uma plataforma para Erik alcançar alturas que não alcançaria sozinho.

## The Lost Vikings 2
O segundo jogo foi lançado em 1997 e apresenta os três personagens originais, mais dois novos personagens jogáveis, Fang o lobo e Scorch o dragão. No entanto, para evitar tornar-se muito complexa, o jogo só permite ao jogador o controle de três dos cinco personagens em cada nível. A jogabilidade permanece praticamente o mesmo, embora os personagens preexistentes têm capacidades novas ou modificadas.

### Resumo
Depois de escapar do Tomator em The Lost Vikings, Erik, Olaf e Baleog viveram vidas felizes e fecundas. Então, um dia, depois de voltar para casa de uma viagem de pesca, os viquingues são novamente capturados por Tomator. Tomator chama um guarda robótico para enviá-los para a arena, que, infelizmente, está aquém do esperado, pois uma falha no sistema acontece. Os três viquingues são, mais uma vez enviados através do tempo quando Olaf puxa o interruptor na máquina do tempo que diz "Do Not Touch", que ele confunde com Donuts. Munidos com os novos equipamentos robóticos do guarda robô, que eles destruíram mais cedo, Erik, Olaf, e Baleog devem mais uma vez lutar através do tempo para encontrar o seu caminho de volta para casa. Ao longo da jornada, fazem amizade com um lobo chamado Fang e um dragão chamado Scorch.

### Habilidades dos personagens
- Erik: Possui botas turbo que lhe permitem saltar muito mais alto do que antes e pode quebrar certas paredes aéreos com seu salto turbo. O capacete também lhe permite nadar, sendo que ele é o único dos cinco personagens com essa capacidade.
- Baleog: O arco e flecha de Baleog foi substituído por um braço biônico que pode esmagar os inimigos à distância. O alcance é menor que o das flechas do primeiro jogo, mas garante ao personagem outras habilidades como o uso de ganchos especiais para balançar no ar ou pegar alguns itens inacessíveis para os outros viquingues.
- Olaf: Pode liberar gases que o impulsionam para cima, dando-lhe visão aérea limitada, bem como o poder de destruir alguns andares. O personagem também possui habilidades de asa-delta e pode se encolher e se espremer através de aberturas minúsculas
- Fang: Pode saltar, escalar paredes, agarrando-se a eles com suas garras, e cortar os inimigos com as garras de perto.
- Scorch: Possui um ataque de bola de fogo que danifica inimigos e pode acionar alguns interruptores. Ele também pode voar até ficar exausto podendo, em seguida, deslizar suavemente para baixo.